# مراد موسایف
مراد موسایف (روسی: Мурад Олегович Мусаев؛ زادهٔ ۱۰ نوامبر ۱۹۸۳) بازیکن فوتبال اهل روسیه است.
از باشگاه‌هایی که در آن بازی کرده‌است می‌توان به باشگاه فوتبال کراسنودار اشاره کرد.